# 亞美尼亞—匈牙利關係
亚美尼亚－匈牙利关系是指亚美尼亚与匈牙利之间的外交关系。两国于1992年2月首次建立外交关系。2012年8月，因匈牙利政府遣返于2004年杀害一名亚美尼亚军官而被匈牙利法院判处终身监禁的阿塞拜疆军官萨法罗夫，引发亚美尼亚方面不满，导致双方一度断交十年之久，直到2022年才恢复邦交。

## 历史
早在13世纪就有亚美尼亚人迁徙到匈牙利。亚美尼亚大屠杀后，一些亚美尼亚裔难民为躲避土耳其人的迫害而逃到匈牙利，匈牙利的第一个亚美尼亚人社群于1920年成立，直到1952年解散，在解散前，他们还在匈牙利建立了自己的教会。在冷战期间，匈牙利人民共和国与当时作为苏联加盟国的亚美尼亚苏维埃社会主义共和国有联系，当时两国的联系从属于匈牙利与苏联的外交关系。苏联解体后，新成立的亚美尼亚共和国于1992年2月26日与匈牙利建立正式外交关系。

### 断交
2012年8月31日，匈牙利将2004年在该国谋杀亚美尼亚中尉古爾根·馬爾加良而被判刑的阿塞拜疆军人拉米爾·沙法羅夫送还阿塞拜疆换取700万美元贿赂。但沙法羅夫在返回阿塞拜疆后被总统伊利哈姆·阿利耶夫赦免。被害军官的亲属控告匈牙利和阿塞拜疆违反《欧洲人权公约》第2条（生命权）和第14条（禁止歧视）。欧洲人权法院承认匈牙利和阿塞拜疆政府是本案的被告。
事发后，亚美尼亚政府也宣布与匈牙利断绝外交关系以示抗议。在埃里温，抗议者向匈牙利驻当地的名誉领事馆大楼投掷西红柿，并撕毁了匈牙利国旗。美国也批评了释放沙法羅夫的决定。 2013年4月，亚美尼亚代理外长纳尔班德扬表示，“亚美尼亚有意与匈牙利解决外交关系的问题，但布达佩斯方面应该采取一些相应的措施”。

### 复交
2022年12月1日，亚美尼亚外交部长米尔佐扬和匈牙利外交部长西雅爾多·彼得在在波兰举行的欧安组织部长级理事会会议上，同意两国恢复邦交，并重新委派大使。目前两国暂未在对方国家互设大使馆，匈牙利对亚美尼亚的相关事务由匈牙利驻格鲁吉亚大使馆兼辖。2024年5月，两国达成协议，决定在对方首都开设常驻大使馆。